# Alaina Bergsma
Pour les articles homonymes, voir Bergsma.
Alaina Bergsma est une joueuse de volley-ball américaine née le 30 mars 1990 à Chandler (Arizona). Elle mesure 1,91 m et joue au poste d'attaquante. Elle a été élue Miss Oregon 2012.

## Clubs
| Club                 | De        | À         |
| -------------------- | --------- | --------- |
| University of Oregon | 2009-2010 | 2011-2012 |
| Mets de Guaynabo     | 2013-2013 | 2013-2013 |
| Minas Tênis Clube    | 2013-2014 | 2013-2014 |
| Petron Blaze Spikers | 2014-2015 | 2014-2015 |
| Gigantes de Carolina | jan 2015  | mars 2015 |
| Supreme Chonburi VC  | mars 2015 | mai 2015  |
| Yunnan Volleyball    | 2015-2016 | 2015-2016 |
| Gresik Petrokimia    | fév 2016  | mai 2016  |
| Daejeon KGC          | 2016-2017 | …         |

## Palmarès
- Coupe de Corée du Sud
  - Finaliste : 2016.